# Riwka Holtzberg
Riwka Holtzberg, z domu Rosenberg (hebr. רבקה הולצברג; ur. 1980 w Izraelu, zm. 26 listopada 2008 w Mumbaju) – izraelska emisariuszka Chabad-Lubawicz w Mumbaju, gdzie wraz z mężem rabinem Gawri’elem prowadziła miejscowe centrum żydowskie Nariman House. Wraz z mężem została zamordowana podczas serii zamachów terrorystycznych w Mumbaju w 2008.

## Życiorys
Urodziła się w Izraelu, jako córka rabina Szimona i Jehudit Rosenbergów. Wychowała się w Afuli. Studiowała w seminarium Bet Riwka w Kefar Chabad. Jej wuj, Jicchak Dowid Grossman jest naczelnym rabinem miasta Migdal ha-Emek.
W 2003 roku wraz z mężem przyjechała jako emisariuszka do Mumbaju w Indiach, by zorganizować tam wspólnotę religijną dla kilkuset zamieszkujących w tym mieście Żydów. Zakupili kilkupiętrowy budynek, który stał się centrum kultury żydowskiej o nazwie Nariman House. Prowadziła tam m.in. zajęcia dla kobiet.

### Atak terrorystyczny
26 listopada 2008 roku, Nariman House został zaatakowany przez grupę terrorystów. Za zakładników wzięto kilkanaście osób, w tym rodzinę Holtzbergów. Po pewnym czasie wypuszczono dwuletniego Moshe wraz z Sandrą Samuel, nianię dziecka oraz pracownicę kuchni koszernej. Po dwóch dniach, budynek Chabadu został odbity przez antyterrorystów. W jego wnętrzu odnaleziono ciała Gawri’ela i Riwki Holtzbergów oraz sześciu innych osób.

### Pogrzeb
Uroczystości pogrzebowe odbyły się 2 grudnia w Kefar Chabad i następnie na cmentarzu na Górze Oliwnej w Jerozolimie. W uroczystościach uczestniczył m.in. prezydent Izraela Szimon Peres, dwaj byli premierzy: Ehud Barak i Binjamin Netanjahu, naczelni rabini Izraela, deputowani do Knesetu, amerykański i indyjski ambasador w Izraelu oraz tysiące innych ludzi. We wszystkich ośrodkach Chabad-Lubawicz na świecie odbywały się modły w intencji zmarłych.

## Rodzina
W 2003 roku poślubiła Gawri’ela Holtzberga z Nowego Jorku. Mieli trójkę dzieci. Pierwszy syn zmarł jako niemowlę w wyniku choroby Taya-Sachsa. Drugi syn jest również chory na tę chorobę i jest obecnie hospitalizowany w Izraelu. Trzeci syn, Mosze Cewi mieszkał razem z rodzicami w Mumbaju, a obecnie przebywa wraz z dziadkami w Izraelu.